# Lullaia
Lullaia o Lullaya, rey de Asiria (1621 a. C. - 1616 a. C.).
Sucesor de Bazaia, la Crónica real le califica como hijo de nadie, o sea, usurpador. No tenemos información sobre los hechos de su reinado. Al cabo de seis años, fue sucedido por el rey Šu-Ninua o Kidin-Ninua.
| Predecesor: Bazaia | Rey de Asiria 1621 a. C.-1616 a. C. | Sucesor: Kidin-Ninua |